# Єпархія Цезаріани

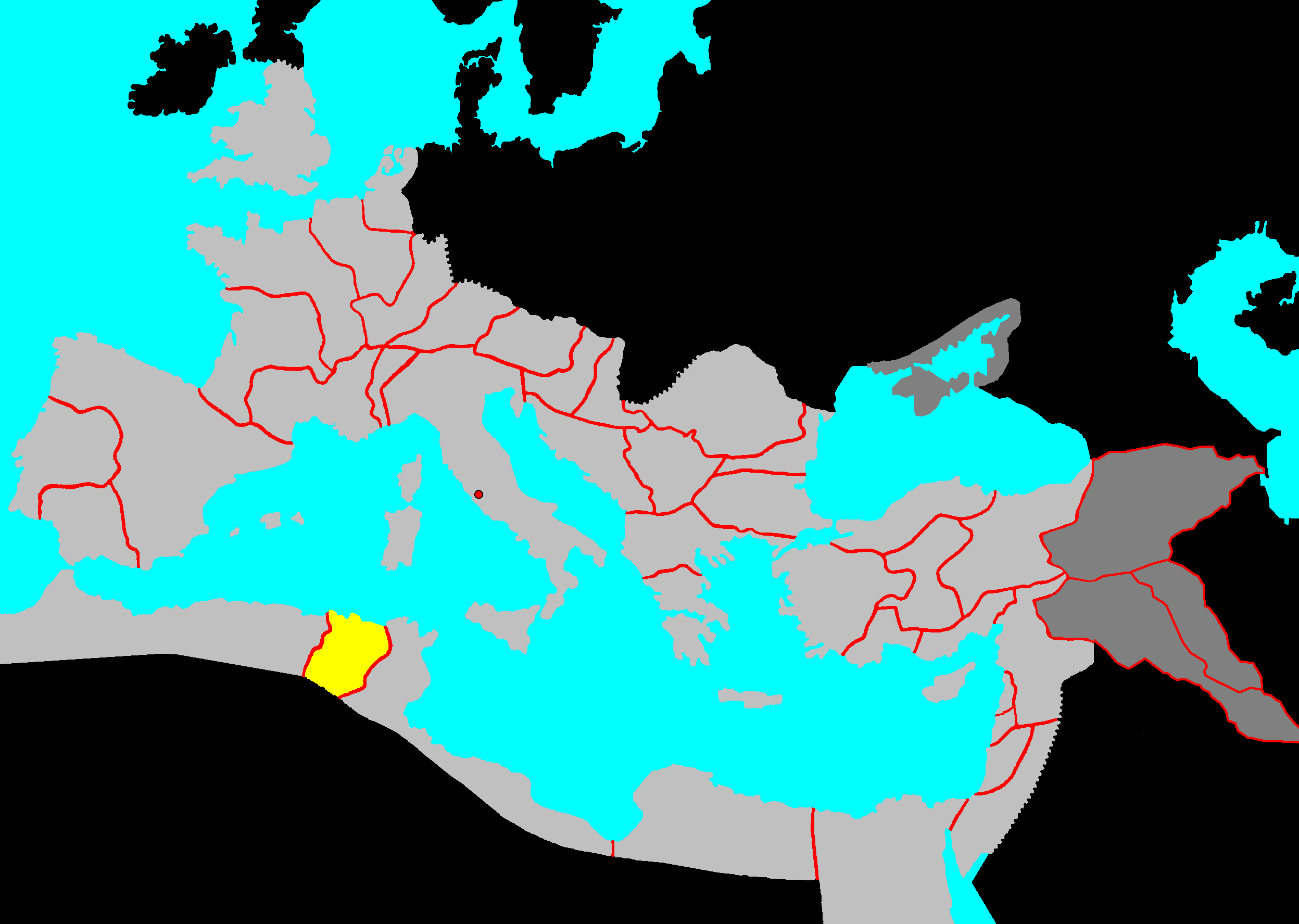
Римська провінція Нумідія (виділена жовтим кольором)

Єпархія Цезаріани (лат. Dioecesis Caesariensis) — колишня християнська єпархія, сьогодні — титулярна єпархія Католицької Церкви.

## Історія
Єпархія Цезаріани була розташована у римській провінції Нумідія. Місто Цезаріана ототожнюють з археологічними розкопками Кессарія в сучасному Алжирі.
Відоме ім'я тільки одного єпископа Цезаріани, Кресконія, який брав участь у Карфагенському соборі 411 року і був донатистом.
Сьогодні Цезаріана є титулярною єпархією Католицької Церкви. Титулярним єпископом Цезаріани є Йосафат Говера, екзарх Луцький Української Греко-Католицької Церкви.

## Єпископи
- Кресконій † (згадується в 411, єпископ-донатист)

## Титулярні єпископи
- Фултон Джон Шін † (28 травня 1951 — 21 жовтня 1966 призначений єпископом Рочестера);
- Анджело Фелічі † (22 липня 1967 — 28 червня 1988 призначений кардиналом-дияконом з дияконією Санті-Б'яджо-е-Карло-ай-Катінарі);
- Джованні Лайоло (3 жовтня 1988 — 24 листопада 2007 призначений кардиналом-дияконом з дияконією Санта-Марія-Лібератріче-а-Монте-Тестаччо;
- Йосафат Говера (з 15 січня 2008).